# Pouso Alegre
Pouso Alegre es un municipio de la región sur del estado de Minas Gerais en Brasil con una población de 152 549 habitantes (en 2020).  Su superficie es de 543 km². Está ubicada en el valle del río Sapucaí.
Pouso Alegre limita con ciudades como: Cachoeira de Minas, Santa Rita do Sapucaí, Careaçu, São Sebastião da Bela Vista, Estiva, Congonhal, São João da Mata and Silvianópolis.
Su distancia con la capital estatal Belo Horizonte, es de 385 km, de São Paulo a 202 km, y de Río de Janeiro a 390 km. La ciudad está a 8 km. de la principal carretera iterestatal BR-381 (Rodovia Fernão Dias), que conecta São Paulo con Belo Horizonte.
Pouso Alegre es un centro industrial principalmente del sector comida, textiles, metalúrgica. Muchas empresas nacionales y multinacional tienen sus plantas ahí. Sus actividades incluyen comida (Unilever), ropa (Searchco), automóviles (Usiparts - Johnson Control's - Sumidenso), farmacia (ACG Capsules, Uniao Quimica, Sanobiol), vidrio (Sobral Invicta), y otras pequeñas y medianas.

## Historia

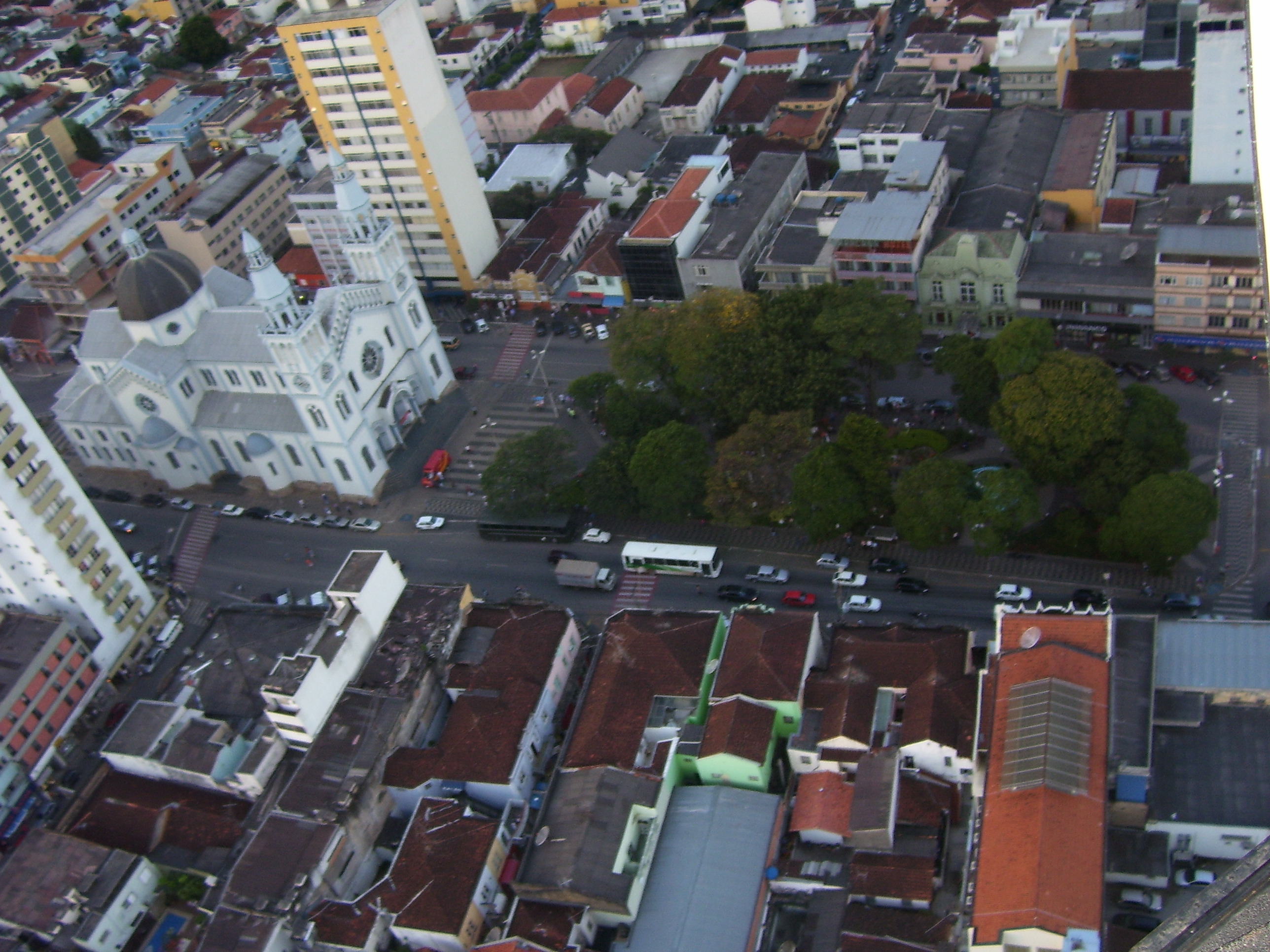
El Senator Joseph Benedict Square al frente de la Catedral Metropolitana, ambas en el área central de la ciudad.

Los "Bandeirantes" exploraban Brasil en busca de oro y otros minerales. Fueron los primeros exploradores de Europa en llegar a la vieja región de Pouso Alegre en 1596.
Luego de descubrir oro en las minas de Santana, fundaron la nueva villa con el nombre "Matosinho do Mandu", el primer nombre de Pouso Alegre. Los nuevos pactos fueron construir para conectar Pouso Alegre con otras ciudades. También para conectar con São Paulo y con Vila Rica.
En 1797 el Gobernador Dom Bernardo José de Lorena, Sarzedas Baron, al ver los paisajes llenos de naturaleza pasó de llamarle Mandu a Pouso Alegre. que significa "estar bien".
El censo de 2009 en la ciudad reportó 131 462 habitantes. Es la novena más grande de Minas Gerais y la segunda más grande del sur de Minas Gerais.

### Crecimiento poblacional
- 1996 - 94 354
- 2000 - 106 457
- 2010 - 140 658

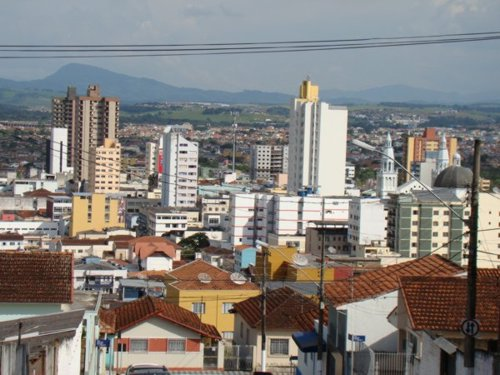
Vista del centro de la ciudad en 2009.

La ciudad de Pouso Alegre tiene grandes construcciones fuera del centro de la ciudad. La mayor edificación es el edificio Octávio Meyer, con 70m y 20 pisos. Es su mayor edificio desde 2004 cuando fue terminado.

## Especificaciones comerciales

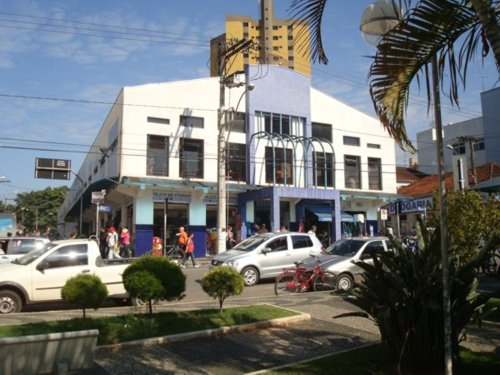
El Mercado Municipal de Pouso Alegre.

Pouso Alegre tiene más de 4500 establecimentos comerciales en su zona central. La cifras fueron hechas por ACIPA en 2010. Algunas de ellas son: Bob's, Chilli Beans, Colcci, Cia. Hering, Kaza Houseware, M.Officer, N-Store, OAK Shop.

### Negocios e industria
La ciudad es un centro industrial importante en la región. Existen diferentes clases de industrias en la ciudad. En 2012 la ciudad recibió una gran cantidad de inversión china en Latinoamérica, con la instalación de la industria de fabricación de maquinaria pesada, XCMG y otras 18 que se instalaron entre 2008 y 2012. Algunas de ellas son: Unilever, Rexam, Alpargatas y Yoki.

## Deportes
El Estádio Municipal Irmão Gino Maria Rossi, conocido como Manduzão, es la sede del Pouso Alegre Futebol Clube. Tiene capacidad para 17 000 espectadores.

## Distancias
- Itajubá 65 km
- Santa Rita do Sapucaí (“Valley Electronics”) 25 km
- Poços de Caldas 100 km
- Varginha (canal seco / construido) 123 km
- São Paulo 200 km
- Santos (muelle) 260 km
- São José dos Campos 150 km
- Campinas (aeropuerto internacional) 200 km
- Guarulhos (aeropuerto internacional) 180 km
- Senador José Bento 32 km
- Belo Horizonte 384 km
- Río de Janeiro 360 km
- Porto Alegre 1,300 km
- Salvador 1,790 km
- Recife 2,400 km
- Brasília 1,084 km